# Cacho Bustamante
Alberto Omar Bustamante (19 de julio de 1937 - 7 de febrero de 2002) fue un actor argentino.

## Teatro
- Los lunes del gordo Porcel, con Jorge Porcel, Javier y Jaimito, y Patricia Dal.
- 1981: ¿Vio... La Revista?, en el Teatro Astros junto a Osvaldo Pacheco, Juan Carlos Calabró, Don Pelele, Tristán, Mario Sapag, Rudy Chernicoff, Adriana Aguirre, Perla Caron, Miguel Jordán, Violeta Montenegro, Graciela Butaro y Pina Pinal, entre otros.
- 1988: Porcel al verde vivo, junto a Jorge Porcel, Tito Mendoza, Judith Gabbani, Marixa Balli, Romina Gay, Guillermo Blanco, Graciela de Cesare, María Gianmaría, Fabian Acri, Alicia Croti, María Rosa Fules, Cristina Girona y Marina Tortora.

## Televisión
- Detective de señoras
- Operación Ja-Já
- Departamento de comedia
- El teatro de Dario Víttori
- Badía y Compañía
- Feliz Domingo para la juventud
- Calabromas
- La familia Benvenuto

## Cine
- Custodio de señoras (1979)
- Expertos en pinchazos (1979)
- Bárbara (1980)
- Las locuras del extraterrestre (1988)
- Experto en ortología (1991)